# 朱农
朱农（1917年—2012年），男，安徽铜陵人，中华人民共和国政治人物，曾任安徽省政协副主席，第六届全国政协委员。